# شهرداری پیران
شهرداری پیران (به لاتین: Municipality of Piran) یک منطقهٔ مسکونی در اسلوونی است که در اسلوونی واقع شده‌است. شهرداری پیران ۴۴٫۶ کیلومتر مربع مساحت و ۱۷٬۶۱۳ نفر جمعیت دارد.